# Frase
La frase è un'espressione linguistica dotata di significato, contenente una predicazione e "tutti gli elementi necessari per la sua completezza". Può essere anche definita come un insieme di parole che si combinano tra loro secondo precise regole grammaticali ed è la massima sequenza di un testo in cui vigono relazioni sintattiche e in cui le parole seguono un certo ordine.
Le relazioni sintattiche combinano le informazioni lessicali assemblando unità semplici in unità complesse dotate di forma e significato. Dunque, determinate relazioni di costruzione fanno sì che una sequenza di parole costituisca una frase. Le frasi in cui le parole sono poste in una sequenza diversa da quella richiesta dalla normale costruzione sono definite frasi agrammaticali. La disciplina che si occupa dello studio delle frasi è la sintassi, che pone l'attenzione sull'aspetto formale delle combinazioni e sulle regole grammaticali e sintattiche che permettono di ottenere unità complesse da unità semplici.

## Etimologia
Il termine frase deriva dal greco φράσις, "frase", "locuzione", "espressione", "stile", "dicitura", "modo di parlare", e dal verbo φράζω, "rendo chiaro", "indico con segni", "dico", "spiego", "chiarisco".

## Descrizione
Una frase è composta da uno o più sintagmi, coesi fra loro tramite regole sintattiche e costituiti da unità inferiori: i morfemi, a loro volta composti da fonemi.
Nella lingua italiana la frase è formata da un sintagma nominale (SN) e da un sintagma verbale (SV). Nel sintagma nominale si trova l'argomento del verbo, cioè il soggetto; nel sintagma verbale, invece, si trova il verbo con i suoi argomenti (diversi dal soggetto).
Per esempio:
Flavia gioca in giardino.
Flavia = SN – gioca in giardino = SV + argomenti
Una frase di questo tipo, composta solo dal verbo e dai suoi argomenti, è detta "frase nucleare".
La frase è anche definita come "la forma degli enunciati che esprimono proposizioni". Praticamente ogni enunciato è analizzabile come frase, ma i termini "enunciato", "proposizione" e "frase", nonostante possano essere usati come sinonimi, appartengono a diverse dimensioni del linguaggio (pragmatica, semantica, sintassi).
Per esempio:
Ieri voi avete lasciato i libri qui.
Questa stessa frase può corrispondere a enunciati diversi a seconda del contesto in cui viene pronunciata, perché contiene parole deittiche (ieri, voi, qui), che assumono diversi valori a seconda degli elementi spazio-temporali e dei partecipanti all'enunciazione.
Infine, una stessa proposizione può essere espressa in forme diverse:
Emilio ha mangiato la pasta.
La pasta è stata mangiata da Emilio.
Le due frasi, infatti, sono di forma diversa, ma condividono lo stesso significato proposizionale.

## Tipi di frase
Si distinguono tradizionalmente vari tipi di frase:
- la frase nucleare è composta dai soli soggetto e predicato.[7]

Luigi ha mangiato.
- la frase semplice può essere una frase nucleare o essere accompagnata da circostanziali.[8]

Luigi ha mangiato con Piero.
- la frase complessa (o periodo) è composta da due o più frasi, collegate tra loro da congiunzioni coordinative o subordinative, pronomi relativi, preposizioni, virgole ecc.[9]

Durante la festa che Susanna ha organizzato l'altroieri per il compleanno del figlio, io mi sono accontentato della solita frittata e Luigi ha mangiato con Piero un piatto che in questo paese è poco conosciuto, perché è stato introdotto solo di recente.
È definita invece frase nominale la frase in cui il predicato non è espresso.
Superba rete dell'attaccante.
Nuove tensioni al confine tra i due Paesi.

## Analisi in costituenti
Un'operazione che si può effettuare nello studio della linguistica è l'analisi in costituenti immediati. Si tratta di una tecnica utilizzata per analizzare la struttura della frase. A livello elementare si utilizza un metodo di analisi basato sulla concatenazione e dipendenza fra gli elementi della frase. Si va quindi a scomporre la frase in pezzi sempre più piccoli fino ad arrivare ai costituenti della frase. Questa analisi venne introdotta negli anni 30 e 40 del XX secolo dallo strutturalismo americano e prese il nome di analisi in costituenti immediati. L’analisi avveniva individuando un sottolivello d’analisi dove ogni costituente costituisce immediatamente un sottolivello di analisi superiore. Il metodo migliore per fare questo tipo di analisi è la commutazione.

### Commutazione
Il metodo della commutazione si applica confrontando una frase con un'altra più semplice che però abbia la stessa struttura della prima. Si va così a tagliare la frase e a confrontare i costituenti trovati con quelli della frase più semplice. Confrontando i costituenti tra di loro, possiamo giustificare i successivi tagli fino ad arrivare alle parole e quindi fermarci. Esistono vari tipi di schemi di analisi oltre a quello della commutazione: diagrammi o grafici ad albero, parentesi, parentesi etichettate o indicizzate.

### Alberi etichettati
Il metodo più diffuso per effettuare l’analisi è quello degli alberi etichettati. Un albero è un grafo formato da nodi e rami; ogni nodo rappresenta un sottolivello di analisi sintattica ed è formato dal simbolo della categoria del costituente.

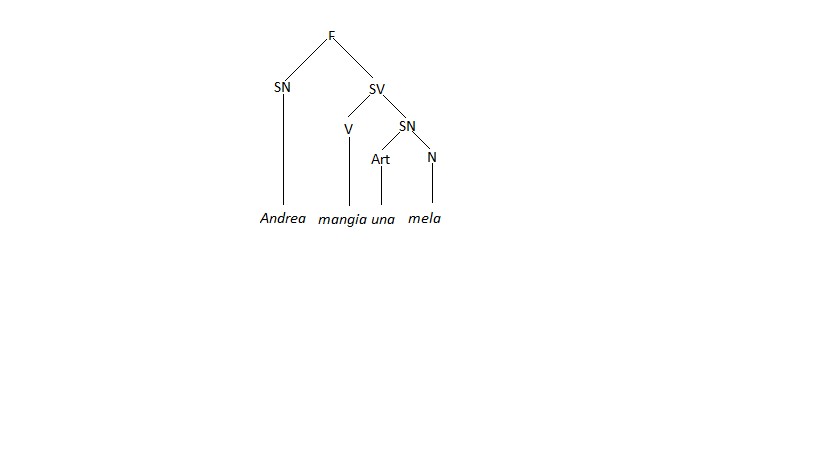
Primo esempio di analisi di una frase mediante l'albero etichettato

Esempio 1: "Andrea mangia una mela" (Guarda figura "primo esempio")
Le sigle rappresentano:
- F = Frase
- SV = Sintagma Verbale
- N = Nome
- V = Verbo
- Art = Articolo

I nodi più alti dominano quelli sottostanti, i nodi che sono figli dello stesso nodo sono chiamati costituenti fratelli.

Esempio 2: "Mio fratello ha mangiato una zuppa calda" (Guarda figura "secondo esempio")
Qui possiamo vedere altre sigle:
- Poss = Possessivo
- Det = Determinante
- Aus = Ausiliare
- PP = Participio Passato
- Agg = aggettivo

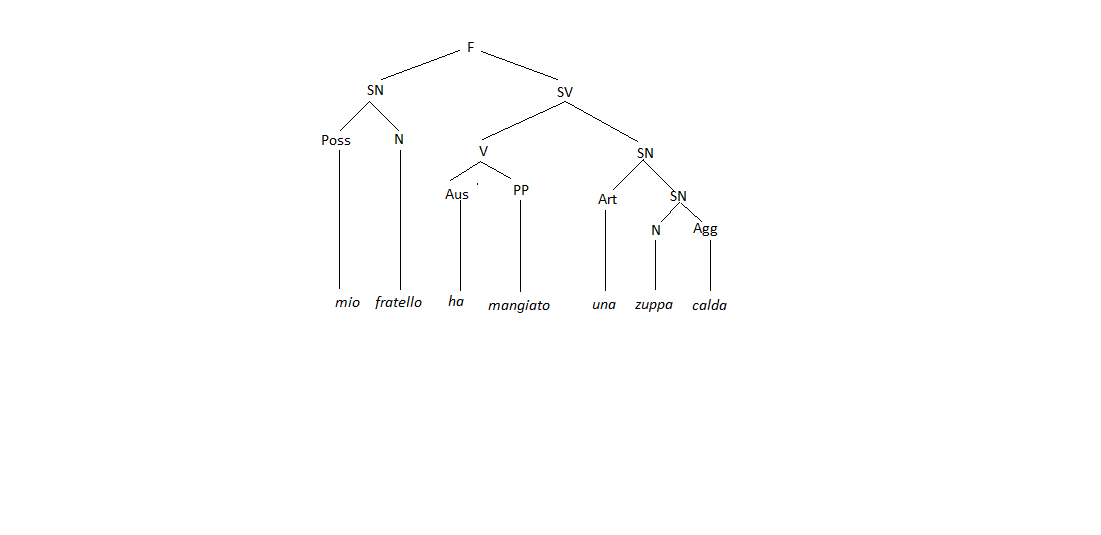
Secondo esempio di analisi di una frase mediante l'albero etichettato

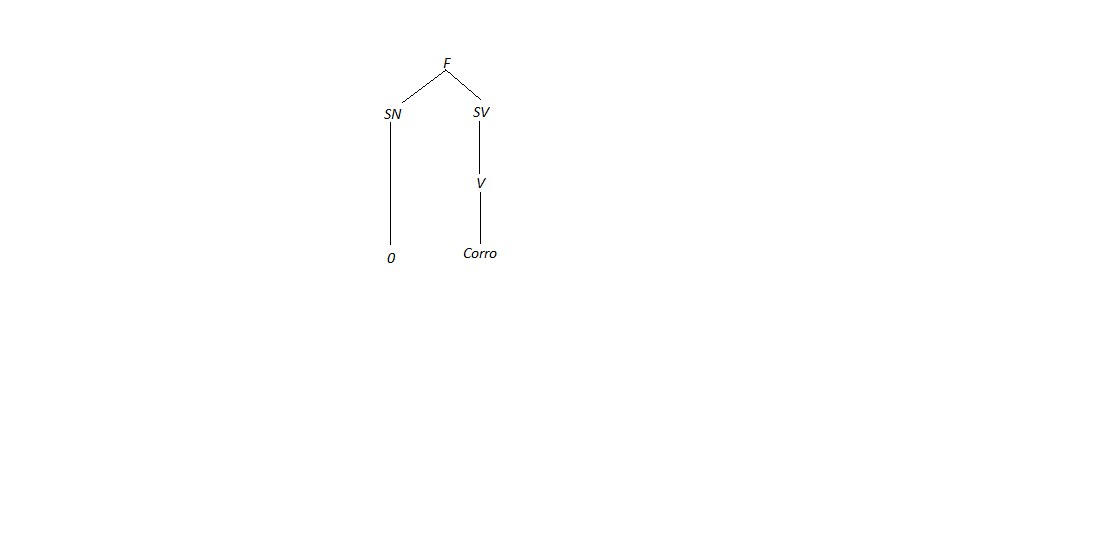
Terzo esempio di analisi di una frase mediante l'albero etichettato

Possiamo vedere che in questo caso vi è un elemento che non si trova nella grammatica tradizionale, ovvero il determinante. Per determinante intendiamo una serie di elementi (articoli aggettivi ecc.) che compaiono sempre nello stesso contesto, solitamente davanti ad un nome. Il determinate svolge quindi il compito di specificare il referente del nome.
Esempio 3: "Corro" (Guarda figura "terzo esempio")
Come si può vedere in questo caso la frase è formata solo da un verbo e quindi il sintagma nominale non è presente (anche se non vi è alcun elemento va comunque segnalato nell’albero)

### Parentesizzazione
Un altro metodo per analizzare una frase è la parentesizzazione. Questa viene utilizzata per lo più per analizzare frasi non troppo complesse.
Esempio: "una casa nuova" =(((una))((casa)(nuova))).
Ogni parentesi aperta e chiusa rappresenta un sotto livello sintattico. Le parentesi possono anche essere etichettate con numeri o con le opportune sigle.